# Otto Ferdinand Probst

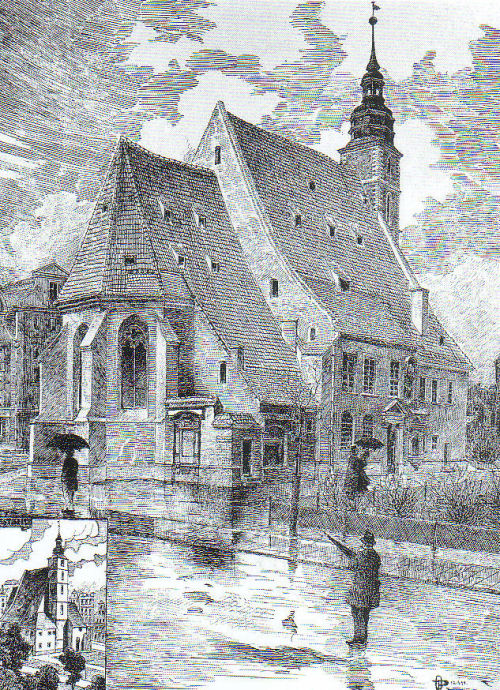
O. F. Probst: kościół św. Krzysztofa we Wrocławiu

Otto Ferdinand Probst (ur. 13 maja 1865 we Wrocławiu, zm. 1923) – niemiecki rysownik, malarz i architekt.

## Życiorys
Nauki pobierał w Akademii Sztuk Pięknych we Wrocławiu, architekturę studiował w Wyższej Szkole Technicznej (niem. Technische Hochschule) w Monachium. Wydał poświęcone architekturze miejskiej dzieło pt. "Augsburgs Städtebilder" oraz w 1900 zbiór swoich rysunków powstałych w latach 1898–1899 przedstawiających obiekty architektoniczne Wrocławia, wykonanych ołówkiem i piórkiem pt. "Breslaus malerische Architekturen".
Posługiwał się jako grafik techniką akwaforty, przedstawiał w swoich pracach głównie pejzaże miejskie, ale także kilka pejzaży Karkonoszy.

## Dzieła
- Breslaus malerische Architekturen, Breslau 1900. (napisana wspólnie z Hans Lutsch)